# حمام صلاحی
در ضلع شرقی خیابان فردوسی و مجاور بازار قدیمی سنندج، حمامی قرار دارد که به گرمابه ممتاز (صلاحی ) مشهور است. این حمام در سطح پایین تری از حمام‌های قدیمی سنندج قرار دارد. این امر احتمالاً برای بهره گیری بهتر از قنات‌های قدیمی شهر بوده‌است. حمام دارای بخش‌های مختلف شامل سردر ورودی، هشتی، حمام سرد خلوتی، گرم خانه، خزینه و ... است. ویژگی انحصاری بنا، قرار گیری در سطح پایین و نوع قوس‌های معماری و نیز چهار فضای گنبد دار است که هر یک عملکرد خاصی داشته‌اند. به نظر می‌رسد هم زمان با ساخت بازار و قلعه سنندج، این حمام ایجاد شده باشد. مجاورت حمام با بازار و کار هم زمان با آن مؤید این مدعا است.